# スピーク・ライク・ア・チャイルド (アルバム)
『スピーク・ライク・ア・チャイルド』（Speak Like a Child）は、アメリカ合衆国のジャズ・ミュージシャン、ハービー・ハンコックが1968年に録音・発表した、サウンドトラックを除けば6作目のスタジオ・アルバム。

## 背景
「ザ・ソーサラー」と「ライオット」は、当時ハンコックが在籍していたマイルス・デイヴィス・クインテットに提供した曲の再演である。前者はデイヴィスのリーダー・アルバム『ソーサラー』（1967年発売）に提供され、デイヴィスのヴァージョンは1967年5月17日に録音された。また、後者はデイヴィスのアルバム『ネフェルティティ』（1968年発売）に提供され、デイヴィスのヴァージョンは1967年7月19日に録音された。なお、「スピーク・ライク・ア・チャイルド」もデイヴィスのグループのリハーサルで録音されており、当時のテイクは1998年発売のボックス・セット『Miles Davis Quintet 1965-'68』で発表された。
「ファースト・トリップ」は、ロン・カーターが自分の息子に捧げた曲で、本作の録音に先がけて、1967年9月27日に行われたジョー・ヘンダーソンのリーダー・セッション（カーターも参加）でも録音され、後にヘンダーソン名義のアルバム『テトラゴン』で発表された。
ハンコックは、本作におけるハーモニーに関して、クレア・フィッシャーがハイ・ローズに提供したアレンジを筆頭に、ビル・エヴァンス、モーリス・ラヴェル、ギル・エヴァンスからも影響を受けたという。

## 反響・評価
Stephen Thomas Erlewinaはオールミュージックにおいて5点満点中4.5点を付け「『処女航海』と同様、寛げる内容かつメロディックで、実に美しいが、この2作には際立った違いがある。タイトル曲を筆頭に、ハンコックの手によるメロディやテーマは、以前よりも簡素かつ覚えやすくなっているが、即興演奏の余地を狭めてはいない」と評している。なお、ハーヴィー・メイソンのアルバム『ウィズ・オール・マイ・ハート』（2004年）には、ハンコック本人も参加した「スピーク・ライク・ア・チャイルド」のカヴァーが収録され、ハンコックはこの時の演奏で、第47回グラミー賞において最優秀ジャズ・インストゥルメンタル・ソロ賞を受賞した。

## 収録曲
特記なき楽曲はハービー・ハンコック作曲。
1. ライオット - "Riot" - 4:40
2. スピーク・ライク・ア・チャイルド - "Speak Like a Child" - 7:50
3. ファースト・トリップ - "First Trip" (Ron Carter) - 6:01
4. トイズ - "Toys" - 5:52
5. グッドバイ・トゥ・チャイルドフッド - "Goodbye to Childhood" - 7:06
6. ザ・ソーサラー - "The Sorcerer" - 5:36

### 2005年リマスターCDボーナス・トラック
1. ライオット（別テイク） - "Riot (First Alt. Tk)" - 4:55
2. ライオット（2nd 別テイク） - "Riot (Second Alt. Tk)" - 4:40
3. グッドバイ・トゥ・チャイルドフッド（別テイク） - "Goodbye to Childhood (Alt. Tk)" - 5:49

## 参加ミュージシャン
- ハービー・ハンコック - ピアノ
- サド・ジョーンズ - フリューゲルホルン
- ジェリー・ドジオン（英語版） - アルトフルート
- ピーター・フィリップス - バストロンボーン
- ロン・カーター - ベース
- ミッキー・ローカー - ドラムス